# 67. састанак Скупштине Кнежевине Србије
67. састанак Скупштине Кнежевине Србије је југословенска телевизијска драма из 1977. године. Режирао га је Арсеније Јовановић који је написао и сценарио а све по сценографским белешкама Јована Ђорђевића и по архивским материјалима.

## Радња
Место радње је у сали Ректората Београдског универзитета где су се ови догађаји и одиграли. Радња филма прати полемику народних посланика који одлучују да ли ће Кнежевина Србија дати Народном позоришту 52.200 гроша пореских. Расправа се распламсава и доводи се у питање да ли је позориште потребно Србији. Једна група посланика тврди да је позориште битан фактор у културном просвећењу Србије (Милан Кујунџић, Вуја Васић, Петар Срећковић) како би она пратила друге европске земље и своје суседе, али и почела улагање у своју културну историју. Друга група посланика сматра да је позориште луксуз (Никола Крупежевић, Адам Богосављевић, Божић) у коме уживају богати, да тренутно нису прилике да се разбацује народни новац на такве ствари и да у њега народ уопште и не иде иако оно у себи носи име „народно“. Носиоци расправе су министар Стојан Бошковић који образлаже своје напоре да се позориште очува и Поп Ђуричковић који се противи улагању у позориште. Ову скупштинску полемику упоредо прати интервју са управником позоришта Миланом А. Симићем. На крају расправе председник скупштине ставља на гласање да ли ће се одређени новац дати позоришту.

## Улоге
| Глумац                    | Улога                                       |
| ------------------------- | ------------------------------------------- |
| Раде Марковић             | Председник скупштине Димитрије Јовановић    |
| Бранко Плеша              | Министар просвете Стојан Новаковић          |
| Милош Жутић               | Управитељ Народног Позоришта Милан А. Симић |
| Миодраг Радовановић       | Поп Ђуричковић                              |
| Данило Бата Стојковић     | Никола Крупежевић                           |
| Слободан Алигрудић        | Вуја Васић                                  |
| Драгомир Фелба            | Миловановић                                 |
| Марко Николић             | Адам Богосављевић                           |
| Милан Пузић               | Радоња Недић                                |
| Ђорђе Јелисић             | Милан Кујунџић Абердар                      |
| Адем Чејван               | Јеврем Марковић                             |
| Драган Шаковић            | Петар Срећковић                             |
| Петар Божовић             | Илија Стојановић                            |
| Драгомир Чумић            | Божић                                       |
| Душан Булајић             | Паја Вуковић                                |
| Душан Почек               | Радовановић                                 |
| Мирослав Дуда Радивојевић | Поповић                                     |
| Миодраг Крстовић          |                                             |
| Иван Јагодић              |                                             |
| Богољуб Петровић          |                                             |
| Горан Плеша               |                                             |
| Владимир Јевтовић         |                                             |
| Младен Барбарић           |                                             |
| Милутин Мићовић           |                                             |
| Горан Букилић             |                                             |
| Миле Станковић            |                                             |